# Teucholabis (Teucholabis) lugubris
Teucholabis (Teucholabis) lugubris is een tweevleugelige uit de familie steltmuggen (Limoniidae). De soort komt voor in het Neotropisch gebied.